# Maliban történt légi közlekedési balesetek listája
A Maliban történt légi közlekedési balesetek listája mind a halálos áldozattal járó, mind pedig a kisebb balesetek, meghibásodások miatt történt, gyakran csak az adott légiforgalmi járművet érintő baleseteket is tartalmazza évenkénti bontásban.

## Maliban történt légi közlekedési balesetek

### 2014
- 2014. július 24., Gossi város közelében. Az Air Algérie légitársaság McDonnell Douglas MD-83 típusú utasszállító repülőgépén nagy magasságban jegesedés alakult ki. A pilóta hibája miatt azonban a gép a kényszerleszállás sikeres végrehajtása helyett a földbe csapódott. A gépen tartózkodó 110 fő utas és 6 fő személyzet életét vesztette.[1]

### 2019
- 2019. november 25. 19:40 körül (helyi idő szerint), Ménaka közelében. Tizenhárom francia katona vesztette életét bevetés közben, mikor is összeütközött a levegőben egy Eurocopter Tiger és egy Eurocopter As 532 típusú katonai helikopter összeütközött és lezuhant. A két gépen összesen 13 fő tartózkodott.[2][3]